# Guzmán Pereira
Ricardo Guzmán Pereira Méndez (Montevideo, 16 de mayo de 1991) es un futbolista uruguayo que juega como mediocampista en Miramar Misiones de la Primera División de Uruguay.

## Trayectoria
Guzmán Pereira hizo las divisiones inferiores en el club Montevideo Wanderers, debutando en el año 2010. Fue convocado, en ese mismo año, para integrar la selección sub-20 que se preparaba para disputar el Campeonato Sudamericano de la categoría, que se jugaría en Perú a principios de 2011. Allí se ganó la titularidad tras sus buenas actuaciones en los partidos preparatorios.
El 17 de julio de 2014 se hace oficial su llegada a Universidad de Chile, firmando por las próximas tres temporadas. Pereira rápidamente se fue ganando la titularidad, llegando a ser clave en el esquema del equipo y ganando el Torneo de Apertura 2014, la Supercopa de Chile 2015 y la Copa Chile 2015.

## Selección nacional
Disputó el Campeonato Sudamericano Sub-20 de 2011, siendo una de las figuras en el mediocampo charrúa. Con aquel equipo logró clasificar a la Copa Mundial de Fútbol Sub-20 de 2011 a realizarse en Colombia.
El 30 de octubre de 2014 recibe su primera nominación a la selección mayor. Fue también uno de los seleccionados nacionales de Uruguay para la Copa América Chile 2015

#### Participaciones juveniles
| Competición       | Sede | Resultado  | Partidos | Goles |
| ----------------- | ---- | ---------- | -------- | ----- |
| Sudamericano 2011 | Perú | Subcampeón | 7        | 0     |

#### Participaciones en absoluta
| Competición       | Sede  | Resultado        | Partidos | Goles |
| ----------------- | ----- | ---------------- | -------- | ----- |
| Copa América 2015 | Chile | Cuartos de final | 1        | 0     |

## Estadísticas

### Clubes
- Actualizado hasta el 2 de octubre de 2022.

| M. Wanderers · Uruguay | 1.ª                 | 2010-11             | 5   | 0 | -  | - | -  | - | 5   | 0 | 0,00  |
| M. Wanderers · Uruguay | 1.ª                 | 2011-12             | 16  | 1 | -  | - | -  | - | 16  | 1 | 0,06  |
| M. Wanderers · Uruguay | 1.ª                 | 2012-13             | 24  | 1 | -  | - | -  | - | 24  | 1 | 0,04  |
| M. Wanderers · Uruguay | 1.ª                 | 2013-14             | 23  | 1 | -  | - | 2  | 0 | 25  | 1 | 0,04  |
| M. Wanderers · Uruguay | 1.ª                 | 2020                | 7   | 0 | -  | - | -  | - | 7   | 0 | 0,00  |
| M. Wanderers · Uruguay | 1.ª                 | 2021                | 24  | 0 | 1  | 0 | 1  | 0 | 25  | 0 | 0,00  |
| M. Wanderers · Uruguay | Total club          | Total club          | 99  | 3 | 1  | 0 | 3  | 0 | 102 | 3 | 0,02  |
| Universidad de Chile · Chile | 1.ª                 | A-2014              | 13  | 0 | 2  | 0 | 0  | 0 | 13  | 0 | 0,00  |
| Universidad de Chile · Chile | 1.ª                 | C-2015              | 15  | 2 | 0  | 0 | 6  | 0 | 21  | 2 | 0,09  |
| Universidad de Chile · Chile | 1.ª                 | A-2015              | 6   | 0 | 8  | 0 | 0  | 0 | 14  | 0 | 0,00  |
| Universidad de Chile · Chile | 1.ª                 | C-2016              | 8   | 0 | 0  | 0 | 1  | 0 | 9   | 0 | 0,00  |
| Universidad de Chile · Chile | Total club          | Total club          | 42  | 2 | 10 | 0 | 7  | 0 | 59  | 2 | 0,03  |
| Peñarol · Uruguay | 1.ª                 | 2016                | 9   | 0 | -  | - | 0  | 0 | 9   | 0 | 0,00  |
| Peñarol · Uruguay | 1.ª                 | 2017                | 32  | 0 | -  | - | 5  | 0 | 37  | 0 | 0,00  |
| Peñarol · Uruguay | 1.ª                 | 2018                | 15  | 0 | 1  | 0 | 7  | 0 | 23  | 0 | 0,00  |
| Peñarol · Uruguay | 1.ª                 | 2019                | 26  | 1 | 1  | 0 | 7  | 0 | 34  | 1 | 0,02  |
| Peñarol · Uruguay | 1.ª                 | 2020                | 0   | 0 | -  | - | 0  | 0 | 0   | 0 | 0,00  |
| Peñarol · Uruguay | Total club          | Total club          | 82  | 1 | 2  | 0 | 19 | 0 | 103 | 1 | 0,009 |
| Agropecuario Argentina | 2.ª                 | 2022                | 26  | 0 | 2  | 0 | -  | - | 28  | 0 | 0,00  |
| Agropecuario Argentina | Total club          | Total club          | 26  | 0 | 2  | 0 | -  | - | 28  | 0 | 0,00  |
| Miramar Misiones · Uruguay | 2.ª                 | 2023                | -   | - | -  | - | -  | - | 0   | 0 | 0,00  |
| Miramar Misiones · Uruguay | Total club          | Total club          | 0   | 0 | 0  | 0 | 0  | 0 | 0   | 0 | 0,00  |
| Total en su carrera | Total en su carrera | Total en su carrera | 249 | 6 | 15 | 0 | 29 | 0 | 293 | 6 | 0,02  |
| (1) Incluye la Copa Chile, Supercopa Uruguaya y Copa Argentina. (2) Incluye la Copa Libertadores y Copa Sudamericana. (3) Media de goles por partido. No incluye goles en partidos amistosos. |                     |                     |     |   |    |   |    |   |     |   |       |

## Palmarés

### Títulos nacionales
| Título              | Club                 | País    | Año  |
| ------------------- | -------------------- | ------- | ---- |
| Torneo Clausura     | Montevideo Wanderers | Uruguay | 2014 |
| Torneo Apertura     | Universidad de Chile | Chile   | 2014 |
| Supercopa de Chile  | Universidad de Chile | Chile   | 2015 |
| Copa Chile          | Universidad de Chile | Chile   | 2015 |
| Torneo Clausura     | Peñarol              | Uruguay | 2017 |
| Campeonato Uruguayo | Peñarol              | Uruguay | 2017 |
| Supercopa Uruguaya  | Peñarol              | Uruguay | 2018 |
| Torneo Clausura     | Peñarol              | Uruguay | 2018 |
| Campeonato Uruguayo | Peñarol              | Uruguay | 2018 |
| Torneo Apertura     | Peñarol              | Uruguay | 2019 |
| Segunda División    | Miramar Misiones     | Uruguay | 2023 |

### Distinciones individuales
| Distinción                                                  | Año  |
| ----------------------------------------------------------- | ---- |
| Mejor volante de contención del Campeonato Uruguayo         | 2014 |
| Parte del equipo ideal del Campeonato Uruguayo (Premio AUF) | 2018 |
| Once ideal del Campeonato Uruguayo para Referí              | 2018 |